# Ryssland i olympiska sommarspelen 1900
Ryssland deltog med fyra deltagare vid de olympiska sommarspelen 1900 i Paris. Deras deltagare vann inte någon medalj. Detta var första gången som Ryssland ställde upp med deltagare vid de olympiska spelen.